# Town and Country
| 전문가 평가 | 전문가 평가 |
| 평가 점수   | 평가 점수   |
| 출처        | 점수        |
| ----------- | ----------- |
| AllMusic    | [ 2 ]       |

《Town and Country》는 1969년 11월에 발매된 영국의 록 밴드 험블 파이의 두 번째 스튜디오 음반이다.

## 배경
이 음반은 잉글랜드 에식스주 모튼에 있는 밴드 멤버 스티브 메리어트의 16세기 시골 별장 "아크스덴"에서 구상되었다. 전부는 아니더라도 대부분의 자료는 1969년 봄과 초여름에 녹음된 것으로 거슬러 올라가는데, 당시 밴드는 무려 세 장의 음반에 해당하는 자료를 녹음했다(나머지 녹음은 결국 1999년 밴드의 《The Immediate Years: Natural Born Boogie》 컬렉션에서 편집되어 발매되었다).

## 발매
밴드는 올해 마지막 절반 동안 투어를 통해 무대 위 실력을 연마하고 음반을 구매하는 대중의 관심을 끌기 위해 노력했지만, 음반사인 이미디어트 레코드는 재정적으로 파산 직전까지 갔었다. 이미디어트 레코드는 1969년 11월, 영국 음반 가게에 음반을 서둘러 발매하면서 회사가 파산하기 전에 차트에 진입하기를 바랐다. 홍보할 예산이 없었기 때문에 음반은 흔적도 없이 빠르게 가라앉았다. 이 LP는 현재 첫 미국 투어 중이었음에도 불구하고 당시 미국에서 전혀 발매되지 않았지만 여전히 언더그라운드 FM 라디오 방송국에서 호평을 받았다. 그 결과, 이 음반은 가용성 부족, 음반사의 붕괴 임박, 실망스러운 판매에도 불구하고 그룹의 명성을 강화했다.
이 음반 이후 험블 파이는 트레이드마크인 "헤비" 사운드로 돌아와 미국 시장 진출에 집중했다. 1971년 피터 프램프턴이 탈퇴한 후 밴드는 1975년 나머지 멤버와 대체 멤버가 해체될 때까지 부기 록의 맥을 이어갔다.

## 곡 목록
| #   | 제목                          | 작사·작곡                                   | 재생 시간 |
| --- | ----------------------------- | ------------------------------------------- | --------- |
| 1.  | 〈Take Me Back〉              | 피터 프램프턴                               | 4:52      |
| 2.  | 〈The Sad Bag of Shaky Jake〉 | 스티브 메리어트                             | 2:59      |
| 3.  | 〈The Light of Love〉         | 그레그 리들리                               | 3:00      |
| 4.  | 〈Cold Lady〉                 | 제리 셜리                                   | 3:22      |
| 5.  | 〈Down Home Again〉           | 메리어트                                    | 2:56      |
| 6.  | 〈Ollie Ollie〉               | 프램프턴, 메리어트, 리들리, 셜리, 앤디 존스 | 0:50      |
| 7.  | 〈Every Mother's Son〉        | 메리어트                                    | 5:43      |
| 8.  | 〈Heartbeat〉                 | 밥 몽고메리, 노먼 페티                      | 2:33      |
| 9.  | 〈Only You Can See〉          | 프램프턴                                    | 3:38      |
| 10. | 〈Silver Tongue〉             | 메리어트                                    | 3:20      |
| 11. | 〈Home and Away〉             | 메리어트, 프램프턴, 리들리                  | 5:55      |